# 帕斯塔薩河

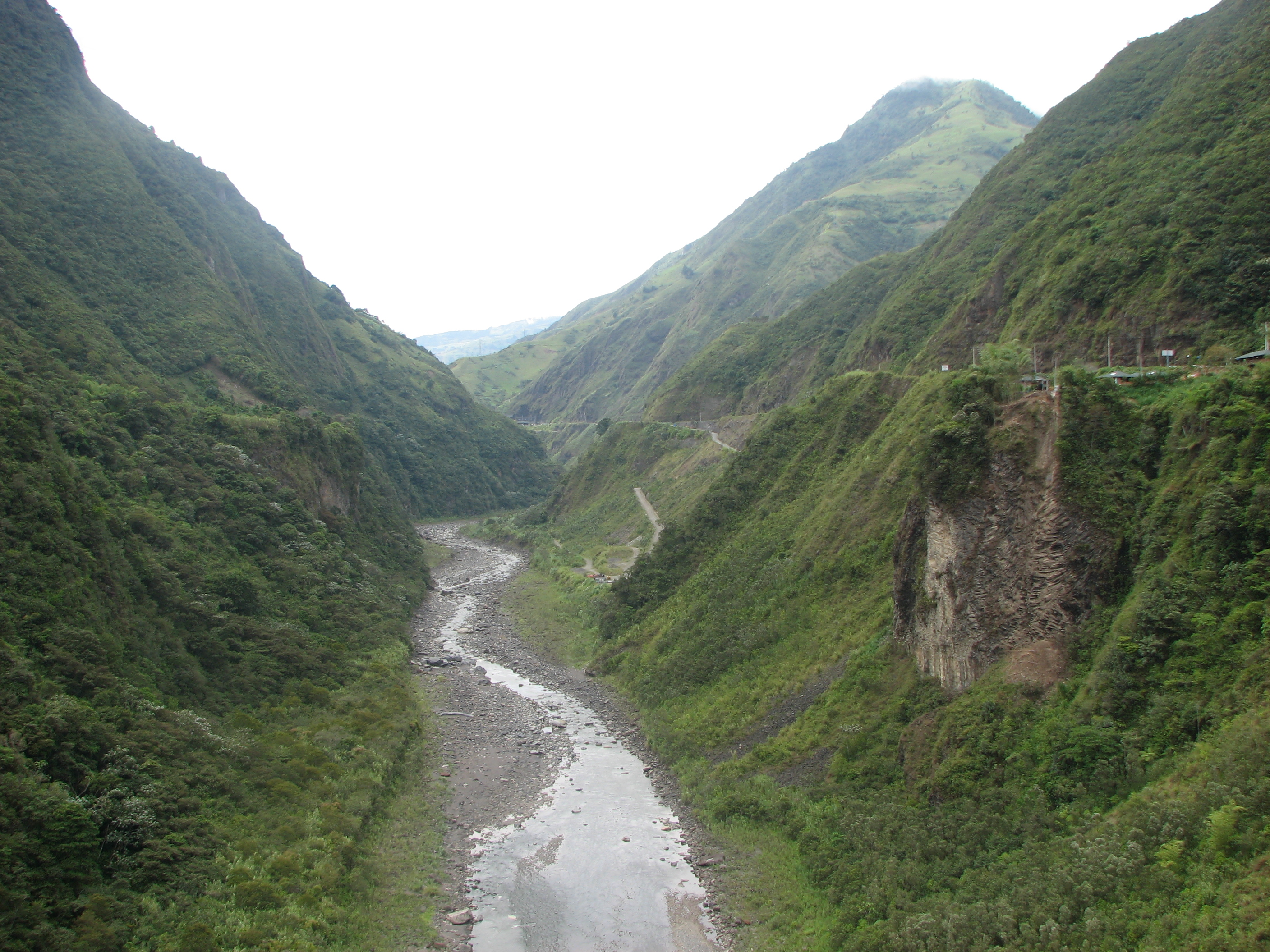
帕斯塔薩河

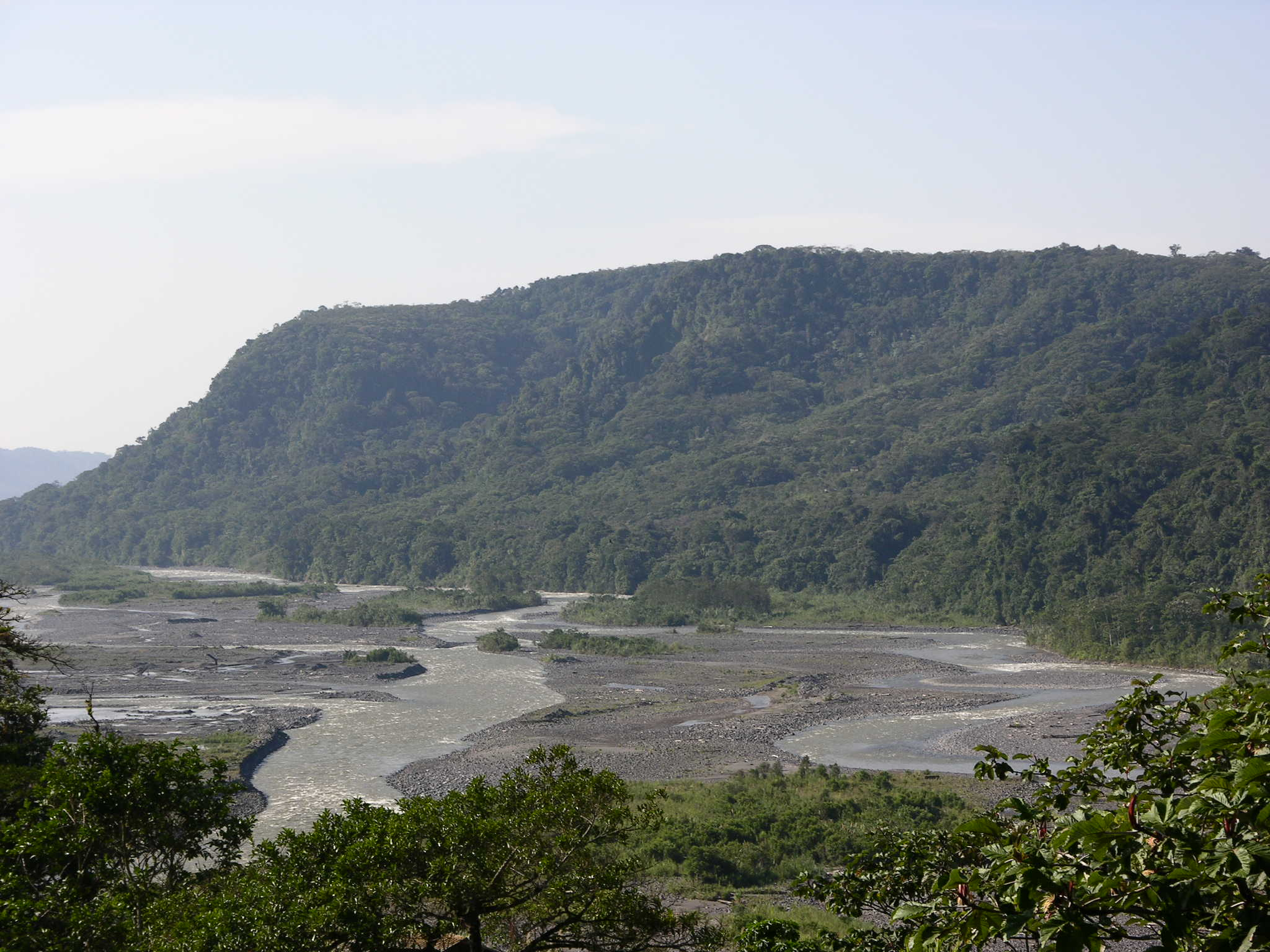
帕斯塔薩河梅拉段

帕斯塔薩河（西班牙語：Río Pastaza）是南美洲的河流，位於亞馬遜盆地西北部，流經厄瓜多爾和秘魯，屬於馬拉尼翁河的支流，河道全長710公里，發源自安第斯山脈。
4°54′29″S 76°24′32″W / 4.90806°S 76.40889°W